# 130158 Orsonjohn
130158 Orsonjohn è un asteroide della fascia principale. Scoperto nel 1999, presenta un'orbita caratterizzata da un semiasse maggiore pari a 3,1119619 UA e da un'eccentricità di 0,2530710, inclinata di 18,33406° rispetto all'eclittica.